# Gondakeh
Gondakeh (persiska: گندکه) är en ort i Iran.   Den ligger i provinsen Västazarbaijan, i den nordvästra delen av landet, 500 km väster om huvudstaden Teheran. Gondakeh ligger 1 338 meter över havet och antalet invånare är 117.
Terrängen runt Gondakeh är kuperad.Runt Gondakeh är det ganska tätbefolkat, med 93 invånare per kvadratkilometer. Närmaste större samhälle är Kānī Sūr, 13,4 km sydost om Gondakeh. Trakten runt Gondakeh består i huvudsak av gräsmarker.